# 南昌大学
南昌大学，学校章程规定简称南大（该简称在校内及江西省内认可度高，但与南京大学存在争议，在省外少用），曾简称昌大（该简称在江西省外仍多用）。位于中华人民共和国江西省南昌市，是中国“211工程”建设高校之一，也是中国教育部批准设立研究生院的大学。学校办学始于1921年创办的江西公立医学专门学校。1993年，江西大学与江西工业大学合并组建南昌大学。2005年，南昌大学与江西医学院合并组建新的南昌大学。

## 概況

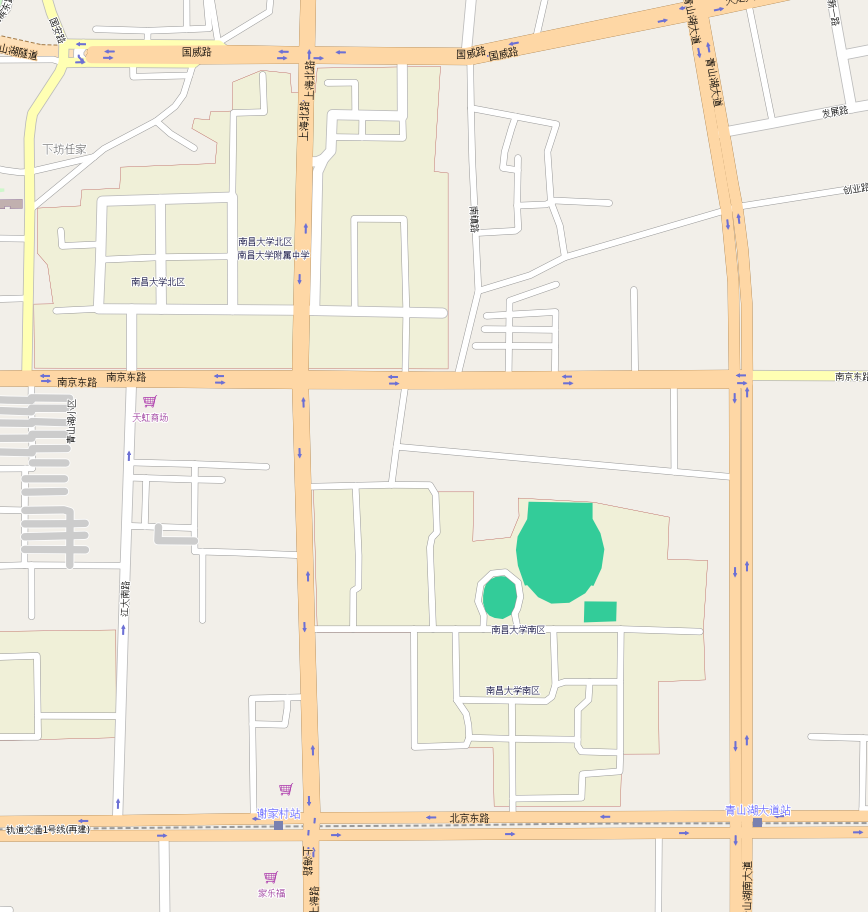
南昌大学的北区和南区，可以注意到北区南边的马路名称是来自北区前身江西大学

南昌大学位于江西省省会南昌市。现有前湖主校区、青山湖校区、东湖校区、共青校区、抚州校区5个校区，占地面积8036亩，具有一流的基础设施，是教育部中国教育和科研计算机网（CERNET）江西主节点，是江西唯一一所全面升级为IPV6并接入中国下一代互联网示范工程CNGI示范网络的高校。学校图书馆藏书328万余册，每年订购期刊1866种，被全国高校文献保障中心和江西省教育厅确定为江西省高校文献信息服务中心，设有江西省唯一一个教育部科技查新工作站。有各级各类附属（直属）医院12所，其中国家三级甲等大型综合性医院6所，三级甲等口腔医院1所。
南昌大学是中国目前办学规模最大的大学之一。现开设12个学科门类的131个本科专业。有15个一级学科博士学位授权点，47个一级学科硕士学位授权点、242个二级学科硕士学位授权点，1个博士专业学位授权类别，28个硕士专业学位授权类别，11个博士后科研流动站。具有1种一级学科博士专业学位授予权、29种硕士专业学位及在职人员以同等学力申请硕士学位授予权。
有国家重点实验室1个，国家工程技术研究中心1个，国家重点学科2个，教育部重点实验室2个，教育部工程中心2个，教育部人文社会科学重点研究基地1个，教育部创新团队2个，国家级临床药理基地1个，直属附属医院5个，国家临床重点专科9个，国家干细胞工程技术研究中心江西分中心1个。有国家级实验教学示范中心3个、特色专业9个、教学团队1个、精品课程2门、双语教学示范课程1门，有江西省高水平重点学科5个，江西省重点学科41个。其中南昌大学的化学、临床医学、农业科学（食品科学与工程为主）、工程学、材料科学、药理学与毒理学、生物学与生物化学、分子生物学和遗传学等8个学科进入ESI世界排名前1%，而农业科学（食品科学与工程为主）进入ESI世界排名前1.15‰，临床医学进入ESI世界排名前2.56‰，化学进入ESI世界排名前3.29‰。且在全国第四轮学科评估中，食品科学与工程学科评估等级为A，位列全国总排名第3。
南昌大学校训是：“格物致知，厚德泽人。”其中，“格物”源自《礼记·大学》：“致知在格物，格物而后知至，知至而后意诚，意诚而后心正，心正而后身修”。“致新”，则有“作新民”和“创新”的意思。“格物致新”是希望师生可以追求真理和不断创新。 “厚德”出自《易经》：“地势坤，君子以厚德载物”。 “厚德泽人”则是告诫师生不能仅限于自己的发展，还要为社会和整个人类而努力奋斗。

## 师资规模
学校前湖校区北苑现有教职工4454人,专任教师2639人，正副教授1501人；639人具有博士学位，约占专任教师总数的25.11%；1764人具有硕士以上学位，约占专任教师总数的69.31%。现有科学院院士1人，"双聘"院士4人，"国家杰出青年科学基金"获得者2人，"长江学者"特聘教授5人"，长江学者"特聘讲座教授1人，国务院学位委员会学科评议组成员1人，国家有突出贡献的中青年专家5人，卫生部有突出贡献的中青年专家1人，国家教学名师奖获得者1人，"白求恩奖章"获得者2人，国家"百千万人才工程"一、二层次7人，国家"千人计划"入选者2人，教育部"新世纪优秀人才支持计划"6人，江西省"井冈学者"特聘教授5人，88人享受国务院、省政府特殊津贴。

## 院系设置
南昌大学现设置人文学部、社科学部、理工一部、理工二部、医学部（江西医学院）共五个学部。

### 人文学部
- 新闻与传播学院
- 外国语学院
- 艺术学院（艺术教育教学部）
- 人文学院

### 社科学部
- 法学院
- 马克思主义学院
- 经济管理学院
- 旅游学院
- 体育学院
- 公共政策与管理学院

### 理工一部
- 物理与材料学院
- 信息工程学院
- 数学与计算机学院
- 先进制造学院
- 化学化工学院
- 软件学院

### 理工二部
- 工程建设学院
- 食品学院
- 生命科学学院
- 资源与环境学院
- 建筑与设计学院

### 医学部（江西医学院）
- 基础医学院
- 公共卫生学院
- 药学院
- 护理学院
- 第一临床医学院
- 第二临床医学院
- 第三临床医学院
- 康复学院（第四临床医学院）
- 口腔医学院
- 眼视光学院
- 儿科医学院
- 焕奎书院
- 玛丽女王学院（与伦敦玛丽女王大学合办）
- 临床医学实验中心
- 生物医学测试中心

### 其他
- 际銮书院
- 高等研究院
- 教育发展研究院

## 內外社團
与30多个国家（地区）的近60所高校、科研机构建立有稳定的交流与合作关系。法国普瓦提埃大学孔子学院连续三年被国家汉办评为优秀孔子学院，与印尼哈山努丁大学签署了合作建设孔子学院执行协议。近年来，学校受教育部、商务部委托，成功承办多类研修班项目。赴几内亚开展经济管理师资培训，开展援助非洲专题项目研究，是中国首所在非洲颁发学历证书的高校。先后组队参加国际大专辩论赛、海峡两岸大学生辩论赛等活动，开展赴境外参加夏令营、学习实践及邀请境外大学生来华参加春、夏令营等交流项目。建立健全了师生赴境外高校攻读硕士、博士学位，进行学术交流，开展短期学习和实践活动机制，拓展了师生的国际视野，增强了国际交流能力。菲律宾总统阿罗约访问学校并发表主旨演讲。 
先后组建了南昌爱乐乐团等文化艺术社团，承办了第29届世界音乐教育大会等国际、国内有影响的文化艺术活动，创造性地开展了以"前湖"文化品牌为主体的校园文化系列活动。青年教师郑璐获得2010年全国红歌会总冠军。积极传承传统艺术，建成了赣客方言数据库、江西红色文化数据和江西历史文化研究数据库，组建了四方艺术研究院、书画研究院、国学研究院、赣剧文化艺术中心、影视艺术研究中心、赣学研究院、遥远艺术研究中心、中国中部发展研究中心、江西省大学生思想政治教育研究中心等一批重点研究基地，加强哲学和社会科学理论研究，积极开展名家论坛、校地共建、咨询服务和巡回宣讲等活动，引导和推动区域文化发展。 

## 著名校友
- 邱定蕃，中国工程院院士，有色金属冶金专家，广昌县人，1962年毕业于江西工学院（现南昌大学）化工系。
- 钟登华，中国工程院土木、水利与建筑工程学部院士。曾任天津大学校长，现任教育部副部长。1985年毕业于原江西工业大学（现南昌大学）土建系。
- 丁健，中国工程院医药卫生学部院士。医学院78级校友。
- 陈晔光，中国科学院生命科学和医学学部院士，细胞生物学家，1983年本科、1986年硕士毕业于江西大学生物系，南昌大学校长。
- 饶毅，2007年任北大终身讲席教授、北大生命科学学院院长。医学院78级校友。
- 赵白鸽，曾任红十字会与红新月会国际联合会副主席。
- 管轶，香港大学「新发传染性疾病国家重点实验室」主任，香港大学微生物学系教授。医学院78级校友。
- 过国亮，南方都市报珠海新闻部高级记者。江西鹰潭人，2003年毕业于新闻系。
- 余孝忠，现任新华社体育部主任。1993年毕业于中文系。
- 杨玲玲，曾任江西广播电视台原台长、党组书记。93年毕业于中文系。80年毕业于江西大学（今南昌大学）新闻专业。
- 刘回年，新华社解放军分社原社长兼党组书记，毕业于江西大学新闻系毕业。
- 谢茹，现任江西省政協副主席，毕业于原江西大学（现南昌大学）。
- 曾庆红，曾任中共九江市委副书记，九江市市长。曾任中共重庆市委常委。
- 王萍 (1958年)，曾任江西省吉安市市委书记。
- 冷新生，曾任江西省赣州市长，市委副书记，市政府党组书记。
- 杨宪萍，曾任江西省委副秘书长、省委办公厅主任。
- 吴道闻，曾任广东省发展和改革委员会副主任。
- 侯为贵，中兴通讯股份有限公司董事长。
- 孔栋，原中国航空集团公司总经理、党组副书记。现任中国电信集团公司外部董事。
- 游建平，思创科技董事长。
- 王达，现任福建省厦门市科技局党组书记、局长